# 不二洋子
不二 洋子（ふじ ようこ、1912年3月18日 - 1980年5月11日）は、日本の女優、女剣劇の開祖。1930年代以降、初代・二代目の大江美智子とともに女剣劇の全盛期を築きあげた舞台女優である。本名は迫 静子（さこ しずこ）。旧姓・大西。　

## 人物・来歴
1912年（明治45年）3月18日、広島県佐伯郡平良村上平良（現在の同県廿日市市上平良）に生まれる。香川県綾歌郡坂出町（現在の同県坂出市）に生まれる。
1916年（大正5年）、広島県佐伯郡平良村上平良（現在の同県廿日市市上平良）出身の旅役者・迫日出雄の養女になり、戸籍上の名が「迫静子」となる。5歳になる1917年（大正6年）、下関の巡業先・弁天座で初舞台を踏む。6歳のとき、父が関係していた剣劇一座の子役として初舞台。1929年（昭和4年）、17歳で父から独立する。旅回りの間は、桜木静子の名で新派の大井新太郎一座で娘役をやった。
幼少の頃から剣道や柔道をたしなんでいたことから、日本最初の女剣劇役者に転向。22歳になる1934年（昭和9年）、富士山浅間神社の社頭で新発足の祈願をし、「不二洋子」と改名する。名古屋で女剣劇の一座を旗揚げ。同年、東京・新宿松竹座で初めて東京の舞台を踏む。1936年（昭和11年）6月、不二が東京・浅草に進出するとパーッと女剣劇ブームに火がついた。北辰一刀流二段の腕前で、30人ぐらいの荒くれ男を相手に力感あふれる大立ち回りのあと、長い台詞をとうとうと喋る舞台は、昭和10年代の女剣劇の全盛時代を築いた。その人気は凄まじいものがあり、1942年（昭和17年）から浅草に進出した二代目大江美智子らと女剣劇時代をきずきあげた。不二と大江が先陣をきり、牽引車となり、その人気にあやかろうと、まさに雨後のタケノコのよう、以降女剣劇で名乗りをあげる者が続出した。女剣劇がひとつの芸能ムーブメント、大きな渦巻きとなったのは、不二の浅草進出以降のことである。ただ、不二と大江とも、このブームに先立つ1934年（昭和9年）には早くも東京で、後年女剣劇と呼ばれるものをお披露目している。熱の入った立ち回りは喝采をもって迎えられたが、世間の耳目を広く集め、大衆演劇の世界で話題にのぼるまでには時間がかかった。
戦後は、浅草にカムバック。浅香光代と組んで昭和30年代の第二の全盛時代を築いた。
1955年（昭和30年）6月、長谷川伸、村上元三、山岡荘八らが出席し、不二洋子一座結成十周年記念式を開催した。女剣劇の新生面を開いたと評価され、1956年（昭和31年）と1960年（昭和35年）の2回、芸術祭奨励賞を受賞した。1968年（昭和43年）7月、日本演劇協会主催の明治百年女優祭が開催され、粟島すみ子、東山千栄子、水谷八重子、杉村春子らとともに表彰された。
代表的作品は、剣劇を発展させた劇団新国劇でも知られる行友李風作の『国定忠治』、長谷川伸作の『瞼の母』等である。
門下に京唄子、丹下セツ子（丹下キヨ子の長女、ブラジルで活動）らがいた。
その後は地方公演を続けていたが1971年（昭和46年）に病を得、名古屋の舞台を最後に一座を解散。再び度胸のいい舞台姿を見せることはなかった。
1980年（昭和55年）5月11日、胃がんのため足立区内の病院で死去した。満68歳没。